# Морозово (Рамешковский район)
Морозово — деревня в Рамешковском районе Тверской области.

## География
Находится в восточной части Тверской области на расстоянии приблизительно 13 км на юг-юго-восток по прямой от районного центра поселка Рамешки.

## История
Упоминается с 1646—1647 годов как пустошь во владениях Московского Вознесенского девичьего монастыря, в 1678 году уже деревня, где 1 крестьянский и 1 бобыльский двор, в 1709 году — 1 крестьянский двор с 2 мужчинами и 1 бобыльский двор с 1 женщиной. В 1859 году в казенной русской деревне Морозово 7 дворов, в 1887 году — 18. В советское время работали колхозы «Красное Морозово», «Восход» и «Вперед». В 2001 году в деревне 11 домов постоянных жителей и 11 домов — собственность наследников и дачников. До 2021 входила в сельское поселение Застолбье Рамешковского района до их упразднения.

## Население
Численность населения: 94 человека (1859 год), 120 (1887), 18 (1989), 20 (русские 100 %) в 2002 году, 19 в 2010.